# Trilling Peaks
Trilling Peaks är en bergstopp i Antarktis. Den ligger i Östantarktis. Australien gör anspråk på området. Toppen på Trilling Peaks är 1 040 meter över havet.
Terrängen runt Trilling Peaks är lite kuperad, och sluttar norrut. Trakten är obefolkad. Det finns inga samhällen i närheten. 